# Sant’Onofrio al Gianicolo

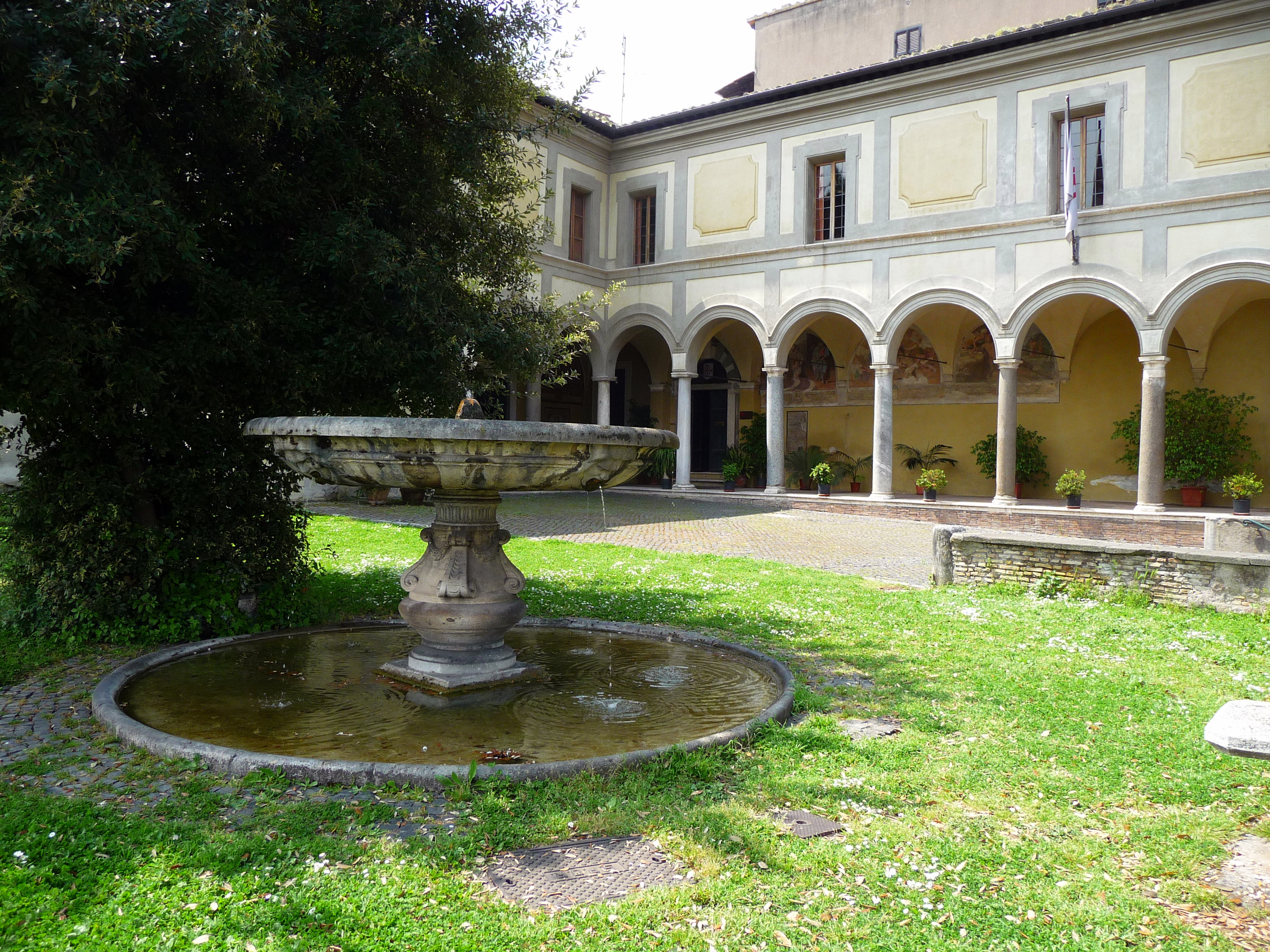
Vorhof der Kirche

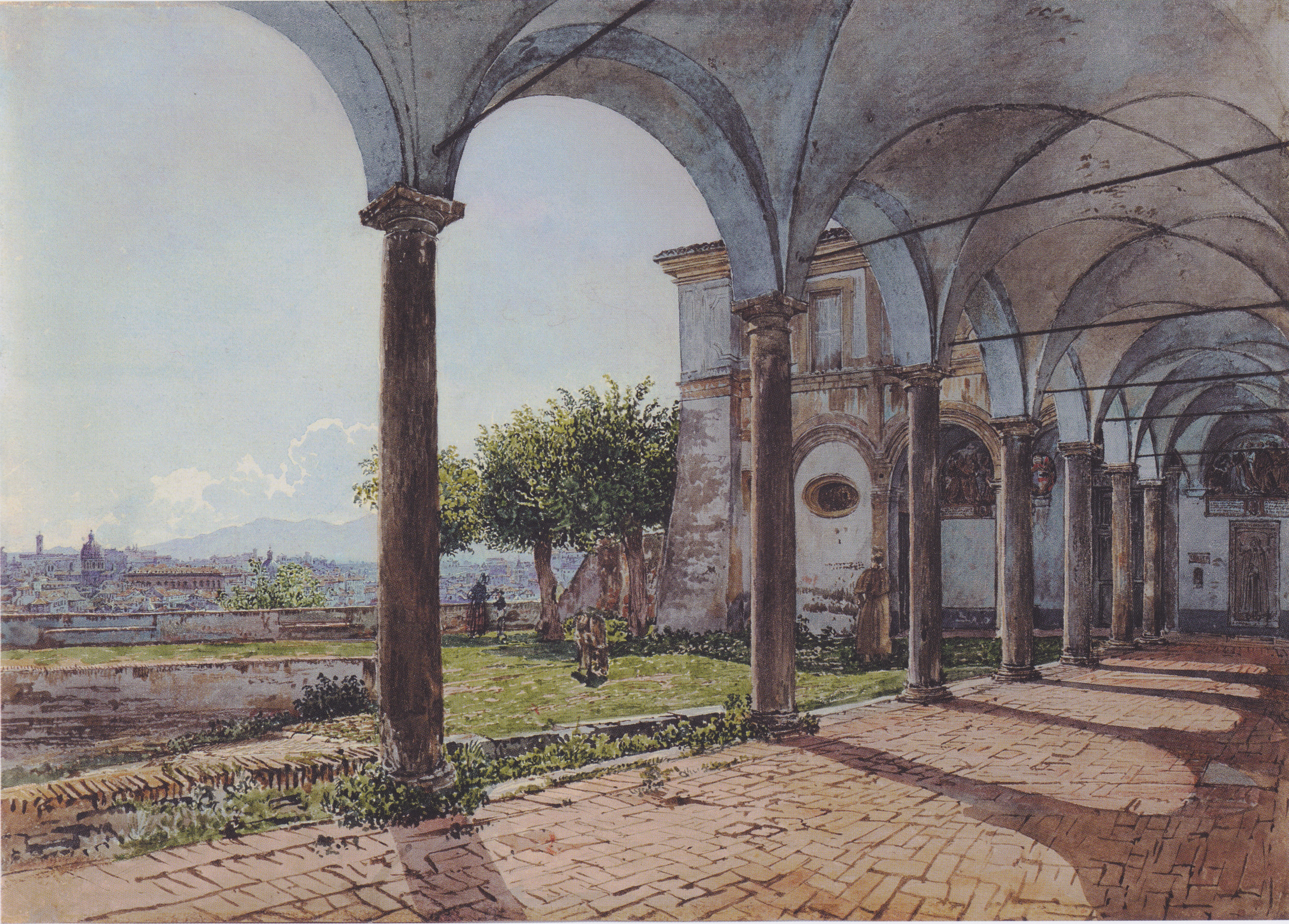
Rudolf von Alt (?), Blick von Sant’Onofrio auf Rom, 1835

Sant’Onofrio al Gianicolo – lat. Onuphrius Ianiculi – ist eine Klosterkirche im Rione Trastevere in Rom. Sie ist Titelkirche der römisch-katholischen Kirche. Seit 1945 ist Kirche und Kloster geistlicher Sitz des Ritterordens vom Heiligen Grab zu Jerusalem.

## Geschichte
Das Kloster wurde 1419 als Eremitage durch den Mönch Nicola da Forca Palena gegründet, der am Gianicolo ein Grundstück mit Weinberg erworben hatte. Finanziert wurde der Bau durch Spenden unter anderem von Kardinal Giovanni Domenico De Cupis sowie Kardinal Gabriele Condulmer, dem späteren Papst Eugen IV.
Die dem Heiligen Onophrios, einem Anachoreten aus Ägypten im 4. Jahrhundert, geweihte Kirche liegt an der Salita Sant’Onofrio am Fuß des Gianicolo. Das Kloster Sant’Onofrio mit Kreuzgang und die Kirche gelten als die frühesten Bauwerke der Renaissance in Rom.
Mit dem Bau der Kirche wurde 1439 begonnen, die Innenausstattung wurde bis ins 16. Jahrhundert durchgeführt. Papst Sixtus V. ließ 1446 im Zuge seiner städtebaulichen Erschließung Roms die heutige Salita Sant’Onofrio anlegen, die das Kloster mit der Porta Santo Spirito, einem der ältesten Eingangstore zum Vatikan, verbindet. Das Areal wurde den Mönchen der Armen Eremiten des Heiligen Hieronymus anvertraut, die bis zu ihrer Auflösung 1933 das Anwesen verwalteten. Seit 1946 werden Kirche und Klostergebäude zum Orden der franziskanischen Societas Adunationis (Frati Francescani dell’Atonement) bewirtschaftet.
Berühmter Gast des Klosters war der Dichter Torquato Tasso, der das Kloster wegen seiner Krankheit aufgesucht hatte und dort am Tag vor seiner Dichterkrönung am 25. April 1595 verstarb und in der Seitenkapelle des Heiligen Onofrio bestattet wurde. Auf Anordnung des Papstes wurde Tasso in Sant’Onofrio begraben; 1930 gingen die Bestände des Tasso-Museums in den Besitz des Hl. Stuhls über.

### Ritterorden vom Heiligen Grab zu Jerusalem
Papst Pius XII. setzte am 15. August 1945 fest, dass der Sitz des Ritterordens vom Heiligen Grab zu Jerusalem von Jerusalem nach Rom verlegt werden soll, eben nach Sant’Onofrio al Gianicolo. Hier befindet sich auch das Grab von Nicola Kardinal Canali, Großmeister des Ordens von 1949 bis 1960.

## Architektur und Innenausstattung
Zum Vorhof, von dem aus man einen spektakulären Blick auf Rom und die Michelangelo-Kuppel des Petersdoms hat, führt eine breite Treppe mit zwei Absätzen. Der Brunnen im baumbestandenen Hof wurde 1924 aus mehreren in den kommunalen Museen gelagerten historischen Fundstücken zusammengesetzt.
Flankiert wird der Vorhof auf der einen Seite von einem Portikus mit Säulenarkaden. In drei Lünetten-Fresken ist das Leben des Hl. Onofrio und dem Hl. Hieronymus dargestellt, die Domenichino und Sebastiano Strada zugeschrieben werden. Das folgende Geschoss wird durch schmale rechteckige Fenster, die sich mit quadratischen, schmal profilierten Feldern abwechseln, flachen Lisenen und Friese gegliedert.
Im Portikus zur Rechten des Portals, gegenüber der ehemaligen Wohnung des Kustoden, ist der Eingang zum Kreuzgang des Klosters. In der Lünette über dem Renaissanceportal befindet sich ein Fresko mit einer Madonna mit Kind von Claudio Ridolfi aus dem Jahr 1600.
Der Innenraum im Stil der Renaissance wird geprägt durch gotische Architekturelemente. Die einschiffige Kirche mit einem rechteckigen Raum ist kreuzgewölbt aus Spitzbögen wird abgeschlossen mit einer polygonalen Apsis. Das Kirchenschiff wird von fünf Kapellen an den Seiten begleitet, die geweiht wurde zu Ehren:
- Heiliger Onofrio
- Heilige Jungfrau von Loretto
- Kruzifix
- Heiliger Pius X.
- Heiliger Hieronymus

### Altarbilder und Wandfresken
- Marienleben in der Apsis, Fresken von Pinturicchio und Schülern und Baldassare Peruzzi und Schülern
- Madonna mit Kind und Stifter, von Cesare da Sesto (1477–1523), Fresko in der Lünette des Atrium
- Altarbild des Hochaltars, Gemälde von Baldassare Peruzzi
- Geburt Christi von Francesco Bassano in der Capella del Rosario
- Szenen aus dem Leben des Hl. Onofrius, Fresken von Giuseppe Cesari (1568–1640), Sebastiano Strada und Claudio Ridolfi, Kreuzgang des Klosters
- Sybille von Agostino Tassi, Fresko über dem Eingangsportal
- Geschichte des Hl. Hieronymus von Domenichino, drei Fresken in den Portikus-Lünetten
- Verkündigung von Antoniazzo Romano, Fresko in der ersten Seitenkapelle rechts
- Madonna von Loreto, aus der Schule Annibale Carraccis, zweite Seitenkapelle rechts

### Grabmäler, Epitaphe, Erinnerungstafeln

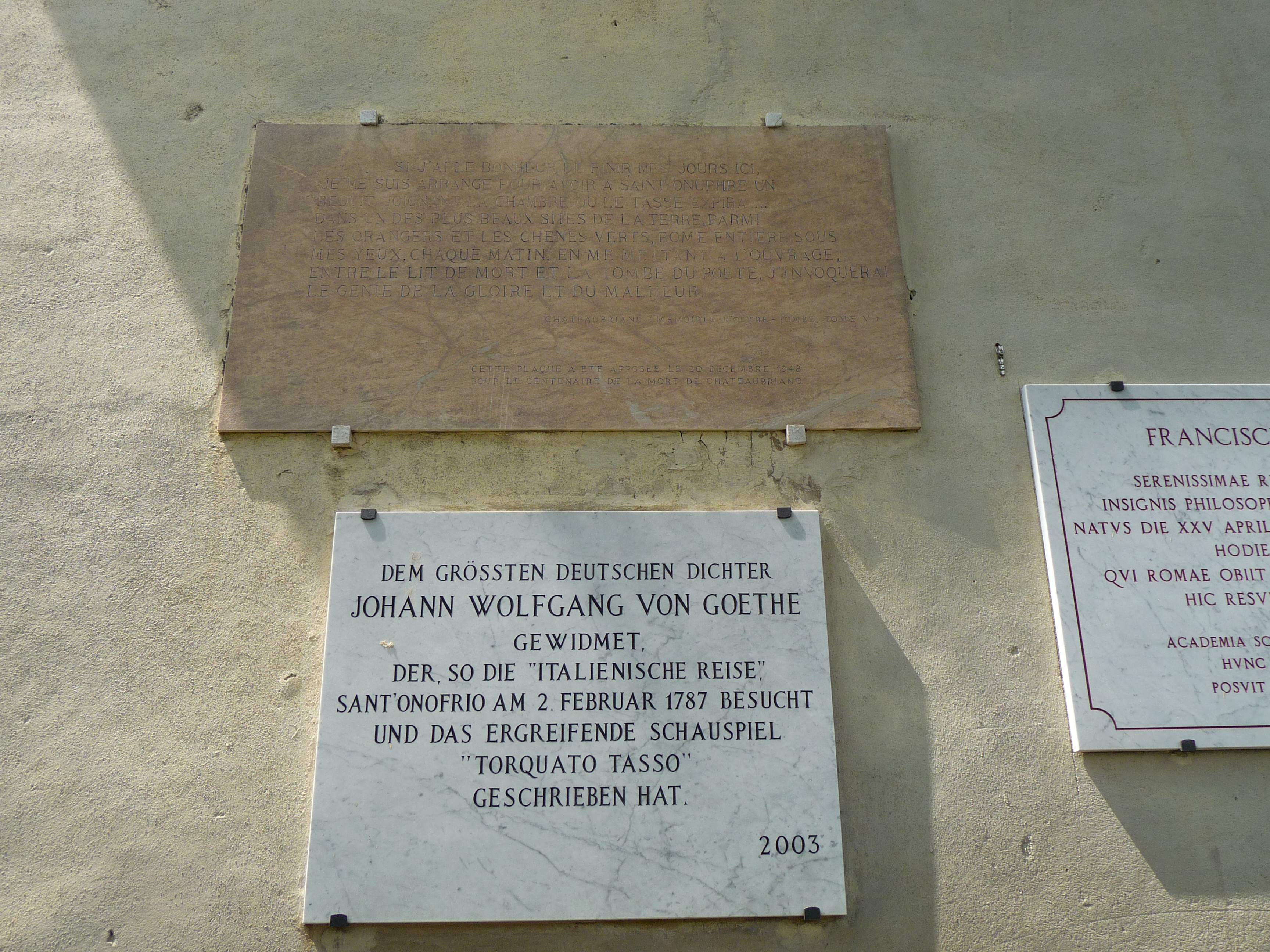
Erinnerungstafeln an die Besuche von Goethe und Chateaubriand

Sant’Onofrio ist mit einer Fülle von Grabmälern, Epitaphen, Wappen von Bauherren und unterschiedlichen Erinnerungstafeln ausgestattet.
Zwei Tafeln neben der Treppe zum Kloster erinnern an die Bauherren der Salita, Papst Sixtus V. und Papst Clemens VIII., der die Pflasterung der Straße veranlasst hat.
In die hohe Stützmauer im Garten vor der Kirche sind zwei Erinnerungstafeln an die Besuche von Johann Wolfgang von Goethe (1787), Giacomo Leopardi (1822/23) und François-René de Chateaubriand (1828/29) in Sant’Onofrio eingelassen.
Im Portikus neben dem Eingang zur Kirche befindet sich das Grabmal des Kirchengründers, Nicola da Forca Palena, sowie die Wappen von Stifterfamilien, die das Kloster finanziell unterstützt haben; im Gang zum Kloster die Grabmäler des italienischen Lyrikers und Dramatikers Alessandro Guidi (1650–1712) und des römischen Kunstförderers Giuseppe Rondinini (1725–1801).
In der Kirche selbst zu sehen sind das Grab von Torquato Tasso (1544–1595) mit einer schlichten Marmorplatte und einem Epitaph mit Porträt des Dichters, eine Stiftung von Kardinal Bonifazio Bevilacqua (1571–1627) von 1608 und das aufwendige Grabmonument für Tasso des römischen Bildhauers Giuseppe de Fabris (1790–1860) von 1857, außerdem die Grabmäler für den Kardinal Filippo Sega (1537–1596) mit einem Porträt von Domenichino, den Kardinal Giuseppe Mezzofanti, für Giovanni Sacco, Sekretär von Julius II., ausgeführt von Bildhauern aus der Schule von Andrea Bregno.

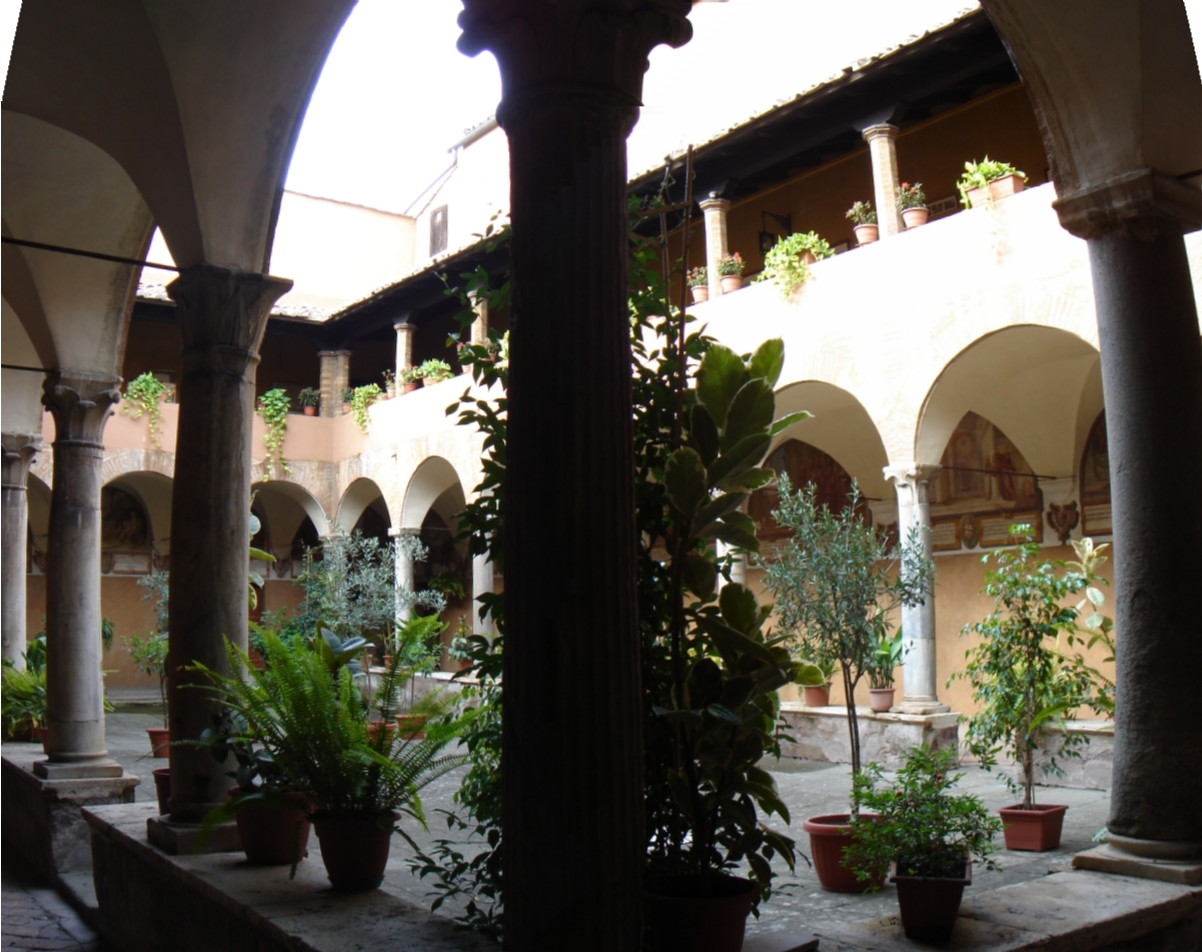
Kreuzgang

### Kreuzgang
Zum Kloster gehört ein Kreuzgang aus der Mitte des 15. Jahrhunderts, der über das Atrium der Kirche zugänglich ist. Das schlichte Untergeschoss mit säulengestützten Arkadenöffnungen ist kreuzgewölbt, die Lünetten enthalten Fresken mit Darstellungen aus dem Leben des Hl. Onophrius von Vespasiano Strada, Claudio Ridolfi und Cavalier d’Arpiano. Das darüberliegende Loggiageschoss zeichnet sich durch schlanke, polygonale Säulen aus.

## Museum
Im Kloster gibt es ein kleines Tasso-Museum, Museo del Tasso, in dem Manuskripte und frühe Druckausgaben der Werke von Torquato Tasso gezeigt werden.

## Kardinaldiakone
Die Kirche wurde am 6. Juli 1517 durch Papst Leo X. zur Titeldiakonie erhoben.
- Jean de Lorraine (1519–1550)
- Innocenzo Ciocchi del Monte (1550–1562)
- Ludovico Madruzzo (1562–1586)

## Kardinalpriester
Am 13. April 1587 erfolgte die Ernennung zur Titelkirche der römisch-katholischen Kirche durch Papst Sixtus V.
- Philippe de Lénoncourt (1588–1592)
- Filippo Sega (1594–1596)
- Flaminio Piatti (1596–1600)
- Domenico Toschi (1604–1610)
- Maffeo Barberini (1610–1623) (Papst Urban VIII.)
- Francesco Barberini (1623–1624)
- Antonio Marcello Barberini OFMCap (1624–1637)
- Orazio Giustiniani CO (1645–1649)
- Giovanni Girolamo Lomellini (1652–1659)
- Sel. Benedetto Odescalchi (1659–1676) (Papst Innozenz XI.)
- Pierre de Bonzi (1676–1689)
- Wilhelm Egon von Fürstenberg-Heiligenberg (1689–1704)
- Orazio Filippo Spada (1707–1724)
- Vincenzo Petra (1724–1737)
- Francesco Landi Pietra (1744–1745)
- Giovanni Battista Mesmer (1749–1760)
- Giovanni Angelico Braschi (1773–1775) (Papst Pius VI.)
- Marcantonio Marcolini (1777–1782)
- Giovanni Battista Caprara (1794–1810)
- Giovanni Battista Zauli (1816–1819)
- Luigi Frezza (1836–1837)
- Giuseppe Mezzofanti (1838–1849)
- Carlo Luigi Morichini (1852–1877)
- Francesco Saverio Apuzzo (1877–1880)
- Domenico Svampa (1894–1907)
- Pierre-Paulin Andrieu (1907–1935)
- Emmanuel Célestin Suhard (1935–1949)
- José Garibi y Rivera (1958–1972)
- Pio Taofinu’u SM (1973–2006)
- Carlo Furno (2006–2015)
- Pierbattista Pizzaballa OFM, seit 2023